# Reederei Lauterjung
Die Reederei M. Lauterjung, beziehungsweise Sunship Schiffahrtskontor KG ist eine Reederei mit Sitz in Emden.

## Einzelheiten
Die Reederei Sunship Schiffahrtskontor KG wurde 1979 von dem aus Solingen stammenden Kapitän Manfred Lauterjung gegründet. Lauterjung erwarb im selben Jahr sein erstes Schiff, das Kümo Sunrise. Bis 1997 wuchs die Flotte auf 18 Einheiten und das Befrachtungsunternehmen Manfred Lauterjung Befrachtungs GmbH & Co. KG wurde gegründet. 2008 wurde die Reederei M. Lauterjung GmbH & Co. KG gegründet, mit der das Unternehmen Fremdkapital einwerben sollte. Im Jahr 2011 gründete man die Besatzungsagentur Lauterjung Shipmanagment Colombo und eröffnete Büros in Bilbao, Houston und Dubai. Neben dem Gründer sind auch dessen Söhne Kay und Marc Lauterjung in der Führung des Unternehmens eingebunden. Heute (Stand 5. Mai 2019) betreibt die Reederei eine Flotte von 25 Schiffen, die neben einer Handvoll Küstenmotorschiffen aus sieben Mehrzweckfrachtern mit eigenen Kränen und Containerschiffen sowie verschieden großen Massengutschiffen besteht und seit Anfang 2010 auch zwei Autotransporter umfasst.
Unter anderem auf Initiative von Manfred Lauterjung wurde das ausgemusterte Bereisungsschiff Ems im Jahr 2013 vom Verein Traditionsschiff Ems übernommen. Der Verein hat seinen Sitz im Kontorgebäude der Reederei Lauterjung.